# Oulad Zarrad
Oulad Zarrad (franska: Oulad Zarrad (CR), Oulad Zarrad (Commune Rurale), arabiska: أولاد يعقوب) är en kommun i Marocko.   Den ligger i provinsen El Kelaâ des Sraghna och regionen Marrakech-Safi, i den norra delen av landet, 220 km söder om huvudstaden Rabat. Antalet invånare är 11 225.